# Amine Kessaci
Amine Kessaci est un militant politique français, né le 10 octobre 2003, fondateur en 2020 et président jusqu’en 2024[réf. nécessaire] de l'association Conscience en lien avec les jeunes des quartiers Nord de Marseille.

## Biographie
Amine Kessaci est né dans le quartier nord de Frais-Vallon, dans le 13e arrondissement de Marseille, où il passe sa jeunesse,,. Son père est mécanicien automobile et sa mère femme de ménage, tous deux Algériens. Dès son enfance, il suit son père, en situation irrégulière, dans les manifestations. Il choisit de passer un bac pro gestion et administration, expliquant « Mes profs voulaient que je fasse un bac L. Je trouvais ça fou qu’on discrimine encore les bac pro, qu’on les voie comme des jeunes de quartiers populaires qui n’ont pas d’avenir ». Au lycée, il est de toutes les luttes, selon une ancienne professeure. En mai 2021, il proteste contre la tenue des épreuves du baccalauréat en présentiel, affirmant que les confinements successifs justifient le passage au contrôle continu. Il obtient son bac avec la mention très bien en juin 2021.
Pendant son année de première, il est au Parlement régional de la jeunesse en PACA. Déçu par l'expérience, il fonde en juillet 2020 l'association Conscience (initialement, Conscience écologique) pour améliorer les conditions de vie dans les quartiers défavorisés partout en France. Dans une salle de réunion prêtée par la municipalité, à Saint-André, il reçoit les habitants et essaye de leur trouver des solutions administratives. En 2024, l'association compte des antennes dans trente-cinq villes et près de 3 000 adhérents.
Le 29 décembre 2020, son frère Brahim, 22 ans, est retrouvé calciné dans une voiture, avec une autre personne, victimes de trafiquants de drogue,. La presse locale sensibilise à l'ultraviolence des trafiquants, qualifiants notamment ces faits de « nouveau barbecue »,,, les méthodes de règlements de compte du grand banditisme de Marseille.

« Quand on parle de règlements de comptes, on oublie que ce sont des êtres humains, souvent jeunes, qui sont morts, et non juste des sauvages qui se sont entretués »

Brahim, frère d'Amine, avait fait un séjour en prison, et avait par la suite été touché de 9 balles de fusil kalachnikov, lors d'un règlement de compte arrivé avant le drame, qui lui avait valu une longue hospitalisation.
Après la mort de son frère, il investit «toute son âme» dans Conscience pour essayer de changer le destin des jeunes des quartiers Nord de Marseille. L'association reçoit dans les nouveaux locaux de Conscience, prêtés par la municipalité, à Saint-André (15e arrondissement). Elle propose une aide financière et psychologique aux proches des victimes des règlements de compte, et fait l'intermédiaire entre les entreprises et les jeunes en recherche d'emploi.
Le 2 septembre 2021, Amine Kessaci interpelle Emmanuel Macron en visite pour annoncer le plan « Marseille en grand »: « Ça ne sert à rien de venir avec un plan fait à Paris. Il faut que ce plan, vous le construisiez avec nous, les élus locaux, les associations, les familles de victimes. » Le projet fait long feu: « Ils ont oublié le peuple »,.
Il s’investit particulièrement dans la campagne présidentielle en faisant partie du projet « Ta voix compte », dont le but est de « faire entendre la voix des jeunesses et porter leurs idées aux candidats », puis rejoint le Parlement de la Nouvelle Union populaire écologique et sociale (Nupes) pour porter ses revendications en faveur des quartiers populaires.
En 2022 l'association compte une dizaine d’antennes en France (et environ 1700 adhérents en septembre d'après Libération, 700 en mars d'après Le Monde),.
Âgé de 20 ans, il se présente pour la première fois comme candidat à l'occasion des élections européennes de 2024, en dixième position sur la liste du parti Les Écologistes, après avoir été contacté par Marie Toussaint,, puis est candidat aux législatives 2024 sous les couleurs du Nouveau Front populaire. Il est battu de peu au second tour par la députée sortante du Rassemblement national, Gisèle Lelouis qui remporte les élections avec 50,93 % et 835 voix d'avances. 

## Documentaire
- (en) « The silent heroes of Marseille's drug districts » [vidéo], sur Deutsche Welle, 14 avril 2025